# Laffly S15
Il Laffly S15 era un automezzo su telaio a sei ruote motrici prodotto dalla francese Laffly, dal quale fu derivata una famiglia di diversi mezzi in dotazione alle forze armate francesi durante la seconda guerra mondiale.

## Tecnica
Il telaio, a longheroni, è a tre assi a trazione integrale. Le ruote anteriori, direttive, hanno ammortizzatore elicoidale, mentre gli assi posteriori sono indipendenti, su balestre. Una coppia di piccole ruote folli è posizionata sul muso del mezzo per meglio affrontare terrapieni e gradini; una seconda coppia è posta tra il primo ed il secondo asse, sotto la cabina di guida, per aiutare il superamento di dossi. Il motore, in posizione avanzata, è un diesel quadricilindrico Hotchkiss da 2312 cm³, erogante 55 CV a 3200 giri/min.

## S15T
Il S15T (Tracteur d'artillerie léger): trattore d'artiglieria leggero, realizzato in 411 esemplari per il traino del cannone da campagna 75 mm Mle. 1897  e dell'obice 105 mm C Mle 1935 B. Era carrozzato torpedo, con cabina per il personale su due file (conduttore e capopezzo davanti, tre serventi dietro) e cassone porta-munizioni posteriore telonato. La portata del trattore era di 1,4 tonnellate, mentre la capacità di traino al gancio era di 1,8 tonnellate.
Nel 1939 la Francia cedette alla Romania, insieme a 41 carri Renault R35, anche alcuni esemplari del S15T.

## S15TL
Il S15TL (Tracteur d'artillerie long) era una versione del trattore d'artiglieria leggero con telaio allungato.
Lunghezza: 5,00 m
Larghezza: 1,85 m
Altezza: 2,245 m
Velocità su strada: 45 km/h

## S15R

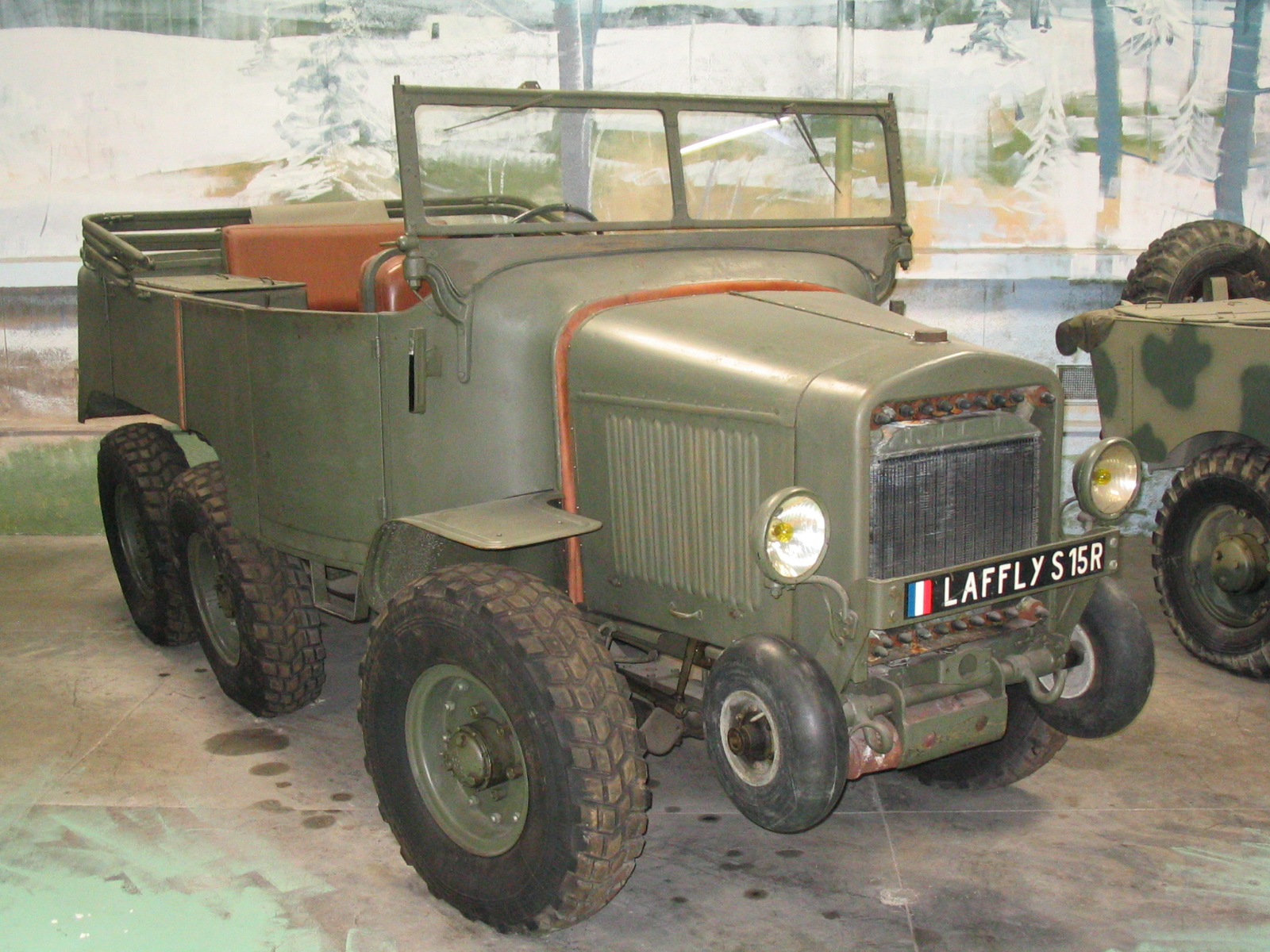
Un S15R al Musée des Blindés di Saumur.

Il S15R (véhicule de Reconnaissance): questo mezzo da ricognizione era strettamente derivato dal trattore leggero, dal quale differiva per cabina posteriore, più corta e leggera, e per la trasmissione, tarata per una velocità di strada maggiore. La portata era ridotta a 800 kg.
Lunghezza: 4,64 m
Larghezza: 1,85 m
Altezza: 2,15 m
Velocità su strada: 72 km/h

## S15T autoblindee
Il successo ottenuto negli anni trenta dall'autoblindo AMD Laffly 50, spinse l'azienda a sperimentare una voiture de reconnaissance su telaio 6×6 S15T. L'autoblinda venne sperimentata nel dicembre 1934 a Fontainebleau e comparata con una Lorraine 72. Il mezzo poteva trasportare 8 uomini ed era adattato all'impiego coloniale, per il quale montava un voluminoso filtro antisabbia sul lato sinistro del cofano e di un aeratore per il vano equipaggio. Sperimentata in Marocco, non venne mai adottata.
Motore = Peugeot 601
Potenza = 55 hp a 3.500 giri/min
Velocità su strada = 80 km/h

## S15TOE
L'automitrailleuse S15TOE (Théâtre d'Opérations Extérieures) era un'autoblindo leggera da ricognizione e trasporto truppe, prodotta in 45 esemplari nel 1936-1937 per l'impiego nelle colonie africane. Sullo chassis del S15T, privo della seconda coppia di ruote folli, era installata una cabina blindata a 3 posti, realizzata con piastre da 7–8 mm di spessore, dotata di feritoie e di due portelli laterali per l'ingresso. Il parabrezza era formato da due sportelli blindati, muniti di feritoie, mentre la calandra era protetta da alette inclinate. Rispetto al precedente prototipo, il vano di combattimento era notevolmente accorciato e posteriormente la cabina continuava con un cassone aperto con rastrelliere per le taniche di carburante, che permetteva il trasporto di mezza squadra di fanteria (6 fanti). La cabina era dotata di una torretta monoposto semisferica, armata di mitragliatrice MAC 1931 Reibel da 7,5 mm.
Lunghezza = 4,55 m
Larghezza = 1,85 m
Altezza = 2,45 m
Peso = 6,5 t
Velocità su strada = 60 km/h
Autonomia = 1000 km

### In servizio con il Regio Esercito

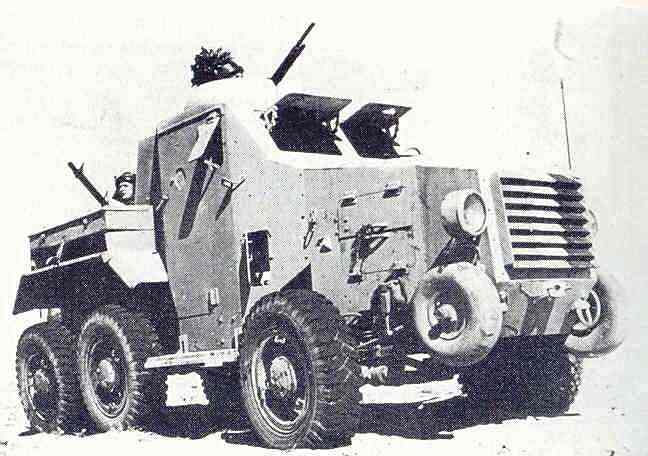
Un 15TOE in dotazione ai bersaglieri in nord Africa.

Nel 1940, dopo l'armistizio di Villa Incisa tra Regno d'Italia e Francia, quattro S15TOE dei reparti coloniali tunisini furono requisiti dal Regio Esercito e portati a Tripoli. Presso il 12º Autoraggruppamento AS (Africa Settentrionale) i TOE vennero modificati: la torretta venne aperta superiormente in modo da installare la mitragliatrice veicolare standard Breda Mod. 38 in luogo della Reibel, mentre nel cassone posteriore venne montata una potente Breda-SAFAT da 12,7. Furono reimmatricolati (targhe da RE 717B a 720B) il 10 maggio 1941.
Vennero assegnati al RECAM (Raggruppamento Esplorante del Corpo d'Armata di Manovra) ed impiegati dal Gruppo Battaglioni "Giovani Fascisti" durante la battaglia di Bir el Gobi.

## S15C e S15L
Le due versioni S15C e S15L differivano per la trazione solo posteriore 6×4. Vennero impiegate, rispettivamente con telaio corto e lungo, in allestimento ambulanza leggera (véhicule sanitaire léger) dall'Armée de l'air.